# Детройт Уийлс
„Детройт Уийлс“ (на английски: The Detroit Wheels, в превод: Детройтските колела) е американска рок група, създадена в Детройт през 1964 г.
Към средата на 60-те години редица нейни песни попадат в класацията „Билборд Хот 100“, преди водещият вокалист Мич Райдър да получи предложение за солова кариера, което води до бързия разпад на групата. Двама от нейните бивши членове, Джим Маккарти и Джони (Бий) Баданек, по-късно се събират отново, за да сформират The Rockets.

## История
Групата води началото си от Детройт в началото на 60-те години. Уилям Ливайз-младши среща рокендрол група, която се състои от Маккарти, басиста Ърл Елиът и Баданек. Ливайз решава да се присъедини към нея и приема сценичното име Били Лий, а групата става Billy Lee and the Rivieras. След като привлича вниманието на продуцента Боб Крю, работейки като подгряваща група на The Dave Clark Five, групата се премества в Ню Йорк, за да започне записи. Тъй като друга група вече се подвизава под името The Rivieras, групата решава отново да се преименува. С помощта на телефонен указател Ливайз приема новото сценично име Мич Райдър и така се раждат „Мич Райдър и Детрот Уийлс“.
„Мич Райдър и Детрот Уийлс“ създават първия си голям хит през 1965 г. – Jenny Take a Ride, който достига до номер 10 в класацията „Билборд Хот 100“ и до номер 1 в класацията за R&B; това е първото подобно отличие за самостоятелна рок група. Продадени са над един милион копия от песента и тя е наградена със златен диск от RIAA. Крю първоначално планира да издаде парчето като B-side в албума, но променя решението си, след като вижда реакциите на Брайън Джоунс и Кийт Ричардс от „Ролинг Стоунс“, които са в студиото на Stei-Philips в Ню Йорк, докато тече записът.
„Мич Райдър и Детрот Уийлс“ правят следващ хит, Little Latin Lupe Lu, който достига до номер 17 в класацията. След няколко неуспешни изяви групата постига най-големия си успех с микса Devil with a Blue Dress On / Good Golly Miss Molly, който достига до номер 4. През този период музикантите записват и редица албуми, до голяма степен съставени от преработени R&B класики, заедно с няколко авторски композиции.
През 1967 г. хитът Sock It to Me, Baby! също попада в топ 10, но е забранен от някои радио станции заради циничното си съдържание. Последният хит на групата е с издадения на грамофонна плоча сингъл Too Many Fish in the Sea / Three Little Fishes, който достига до номер 24. По-късно Крю убеждава Райдър да напусне групата и да започне солова кариера.
След напускането на Райдър Баданек оглавява група със същото име, просъществувала за кратко, която записва няколко песни, най-известната сред които е Linda Sue Dixon, песен, възхваляваща незаконния халюциногенен наркотик ЛСД, която попада в световните класации през 1968 г. Групата също записва Think (About the Good Things) / For the Love of a Stranger. Съставът ѝ по това време е неясен.
Междувременно соловата кариера на Райдър е лошо менажирана и той не постига особен успех. През 1969 г. той, Баданек и други музиканти заедно с Мич Райдър като вокалист създават нова група, наречена The Band Detroit, и създават едноименен албум. От албума е издаден един сингъл, кавър на Rock & Roll на Лу Рийд, който Рийд харесва повече от оригиналната си версия и впоследствие наема китариста от „Детройт Уийлс“ Стив Хънтър за собствената си група. Последващото турне на „Детройт“ към албума обаче не постига успех, след което Райдър отново напуска и групата се разпада. Окончателният състав на групата включва вокалиста Ръсти Дей, когото Райдър избира да го замести през 1972 г., а също и китариста от „Линърд Скинърд“ Стив Гейнс, китариста Бил Ходжсън от Shadowfax, барабаниста Тед (Т-Мен) Смит от The Spinners, басиста Натаниел Питърсън от Twin Dragons и кийбордиста Тери Емери от Moxie Band Atlanta. Стив Гейнс загива при самолетна катастрофа с групата „Линърд Скинърд“ на 20 октомври 1977 г. В катастрофата загиват и по-голямата сестра на Гейнс, Каси Гейнс, и основателят и вокал на „Линърд Скинърд“ Рони Ван Зант. Ръсти Дей е убит на 3 юни 1982 г. в собствения си дом в Лонгууд, Флорида. Убийството му не е разкрито. Бил Ходжсън умира около 1983 г. малко след като се премества в Ню Йорк. Ходжсън умира от свръхдоза наркотици, най-вероятно поради случайно предозиране. Тед Смит почива от естествена смърт през 2006 г. Тери Емери се присъединява към Moxie Band Atlanta през 1997 г. След разпадането на The Band Detroit Натаниел Питърсън се включва в няколко други групи, като най-забележителна сред тях е Twin Dragons, основана от него самия.
През 1972 г. Баданек и бившият китарист на „Уийлс“ Джим Маккарти се събират отново, за да основат нова група, наречена The Rockets, която записва редица албуми през 70-те и 80-те години на XX век. Маккарти продължава да свири със своята група Mystery Train. Джон Баданек също остава активен и продължава да свири заедно с Маккарти. Маккарти също свири с Ръсти Дей, Тимм Богърт и Кармин Апис в групата Cactus.